# Campionato slovacco maschile di pallanuoto
Il campionato slovacco maschile di pallanuoto è l'insieme dei tornei pallanuotistici maschili nazionali per club organizzati dalla Slovenský Sväz Vodného Póla.
Il campionato di massima divisione è il Vodnopólová extraliga mužov ed è disputato a partire dal 1993; prima di allora i club slovacchi competevano nel campionato cecoslovacco.

## Albo d'oro
- 1993:  Slávia Bratislava
- 1994:  NCHZ Nováky
- 1995:  NCHZ Nováky
- 1996:  NCHZ Nováky
- 1997:  Slávia Bratislava
- 1998:  NCHZ Nováky
- 1999:  NCHZ Nováky
- 2000:  NCHZ Nováky
- 2001:  NCHZ Nováky
- 2002:  NCHZ Nováky
- 2003:  NCHZ Nováky
- 2004:  NCHZ Nováky
- 2005:  NCHZ Nováky
- 2006:  NCHZ Nováky
- 2007:  NCHZ Nováky
- 2008:  Košice
- 2009:  Košice
- 2010:  Košice
- 2011:  Košice
- 2012:  Košice
- 2013:  Košice
- 2014:  ŠKP Košice
- 2015:  NCHZ Nováky
- 2016:  NCHZ Nováky
- 2017:  Slávia Bratislava
- 2018:  Košice
- 2019:  Slávia Bratislava
- 2020: non assegnato
- 2021: non assegnato
- 2022:  NCHZ Nováky
- 2023:  NCHZ Nováky
- 2024:  NCHZ Nováky
- 2025:  NCHZ Nováky

## Vittorie per squadra
| Squadra           | Titoli | Anni |
| ----------------- | ------ | --- |
| NCHZ Nováky       | 19     | 1994, 1995, 1996, 1998, 1999, 2000, 2001, 2002, 2003, 2004, 2005, 2006, 2007, 2015, 2016, 2022, 2023, 2024, 2025 |
| Košice            | 7      | 2008, 2009, 2010, 2011, 2012, 2013, 2018                                                                         |
| Slávia Bratislava | 4      | 1993, 1997, 2017, 2019                                                                                           |
| ŠKP Košice        | 1      | 2014 |